# Pycnopanelus rotundus
Pycnopanelus rotundus là một loài bọ cánh cứng trong họ Bọ hung (Scarabaeidae).